# ارتياح حراري

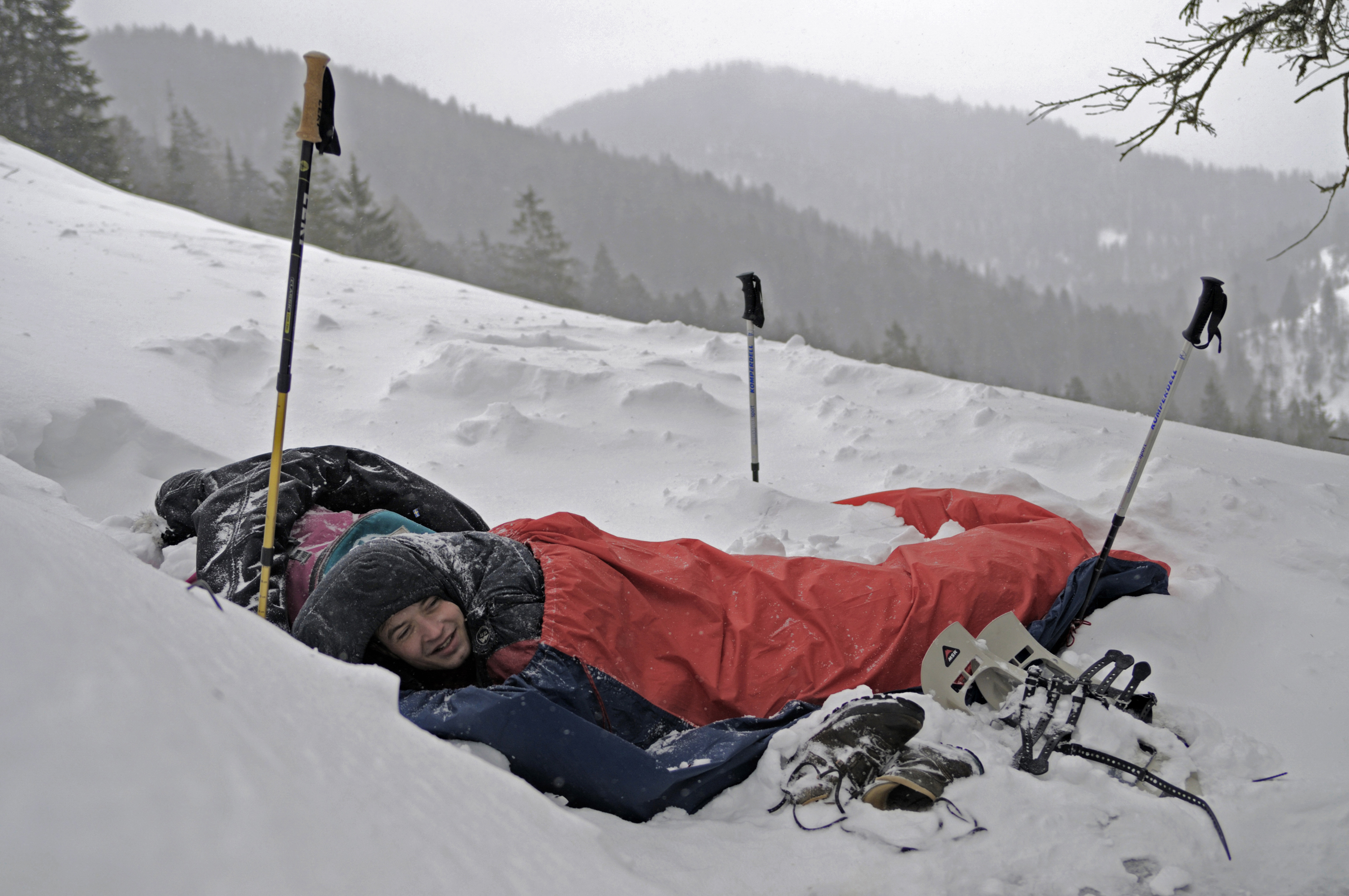

الارتياح الحراري أو الراحة الحرارية هي الحالة الذهنية (الشعورية) التي تعبر عن الرضى بالبيئة الحرارية وتُقدّر من خلال التقييم الموضوعي (معيار آنسي/آشري 55) الموضوع من قبل «آنسي - إيه إن إس آي» وهو المعهد القومي الأمريكي للقياس و«آشري – إيه إس إتش آر إيه إي» وهي الجمعية الأمريكية لمهندسي التبريد والتدفئة وتكييف الهواء. يمكن اعتبار جسم الإنسان محركًا حراريًّا إذ يشكل الأكل طاقة الدخل (الوقود). سيولد جسم الإنسان طاقة فائضة تُطرح في البيئة المحيطة، ليستطيع الجسم الاستمرار في العمل. انتقال الحرارة متناسب طردًا مع الفرق في درجات الحرارة. في الأماكن الباردة، يطرح الجسم كمية حرارة أكبر إلى البيئة المحيطة وفي الأماكن الساخنة لا يطرح الجسم حرارةً كافية. كلتا الحالتين (الساخنة والباردة) تؤديان إلى عدم تحقيق الارتياح الحراري. الحفاظ على هذا المعيار للراحة الحرارية لسكان المباني أو الأماكن المغلقة الأخرى هو أحد الأهداف المهمة لمهندسي تصميم التدفئة والتهوية وتكييف الهواء (إتش فّاك). يشعر معظم الناس بالراحة عند درجة حرارة الغرفة، المتعارف عليها ضمن المجال 20 إلى 22 درجة مئوية (سيليسيوس) أو (68 إلى 72 درجة فهرنهايت)، لكن هذا يختلف بشكل ملحوظ بين الأفراد وحسب عوامل أخرى كمستوى النشاط واللباس والرطوبة.
يحافَظ على الاعتدال الحراري عندما يُسمح للحرارة الناتجة عن عمليات الاستقلاب البشرية بالتبدد، محافظةً على توازن حراري مع المحيط. أهم العوامل المؤثرة على الراحة الحرارية هي تلك المحددة للربح (الكسب) والفقد الحراريين، وهي معدل الاستقلاب وعزل اللباس ودرجة حرارة الهواء ودرجة حرارة الإشعاع الوسطية وسرعة الهواء والرطوبة النسبية. تؤثر كذلك العوامل النفسية كالتوقعات الشخصية على الراحة الحرارية.
يتبوأ نموذج التصويت الوسطي المتوقع (بّي إم فّي) مكانًا بين أكثر نماذج الارتياح الحراري تقديرًا. طُوِّر باستخدام مبادئ الميزان الحراري ومعطيات تجريبية محصَّلة في غرفة مناخ متحكم به تحت شروط الحالة المستقرة. من جهة أخرى، طُوِّر النموذج المتكيف بناءً على مئات الدراسات الميدانية باعتبار أن السكان يتفاعلون بشكل ديناميكي (لحظي) مع البيئة المحيطة. يتحكم السكان ببيئتهم الحرارية من خلال وسائل كاللباس والنوافذ القابلة للفتح والمراوح وأجهزة التدفئة الشخصية (غير المركزية) والتحكم بدرجة التظليل الشمسي (الستائر والسواتر على سبيل المثال).
يمكن تطبيق نموذج (بّي إم فّي) على المباني المكيفة، بينما يمكن تطبيق النموذج المتكيف بشكل عام حصريًّا للأبنية الخالية من الأنظمة الميكانيكية المركبة. لا يوجد إجماع على نموذج الارتياح الحراري الذي يجب تطبيقه في الأبنية التي يكون تكييف الهواء فيها جزئيًّا (مقتصرًا على أماكن معينة أو أوقات معينة).
يمكن إجراء حسابات الارتياح الحراري بحرية حسب معيار آنسي/آشري 55 باستخدام أداة الراحة الحرارية لآشري 55 التابعة لمركز البيئة المبنية (سي بي إي).
بشكل مشابه لمعيار آشري 55 هناك معايير ارتياح حراري مثل إي إن 15251 ومعيار إيزو 7730.

## الأهمية
الرضى بالبيئة الحرارية أمر مهم لأن الظروف الحرارية من المحتمل أن تكون مهددة لحياة البشر إذا وصلت درجة حرارة الجسم الداخلية إلى حالة فرط الحرارة (هايبرثيرميا) أي أعلى من 37.5-38.3 درجة مئوية (99.5 إلى 100.9 درجة فهرنهايت)  أو انخفاض درجة الحرارة (هايبوثيرميا) أي أخفض من 35.0 درجة مئوية (95.0 درجة فهرنهايت). تغير الأبنية ظروف البيئة الخارجية وتقلل من الجهد الذي يحتاجه جسم الإنسان ليبقى مستقرًّا عند درجة حرارة جسم الإنسان الطبيعية، المهمة لعمل وظائف الجسم الجسدية (الفيزيولوجية) بشكل صحيح.
ربط الكاتب الروماني فيتروفيوس في الحقيقة بين هذه الغاية وولادة علم العمارة الهندسية. يقترح ديفيد ليندن أيضًا أن سبب ربطنا للشواطئ المدارية بالجنة هو أن بيئة كهذه تحتاج جهدًا استقلابيًّا أقل من جسد الإنسان للمحافظة على درجة الحرارة الداخلية للجسم. لا تدعم درجة الحرارة الحياة البشرية وحسب؛ بل إن الدفء والبرودة أصبحا في الكثير من الثقافات رمزًا للحماية والمجتمع، بل وحتى رمزًا لما هو مقدس.
ارتبطت الراحة الحرارية في دراسات علم البناء بالصحة والإنتاجية. موظفو المكاتب المرتاحون لبيئتهم الحرارية أكثر إنتاجية من غيرهم. يخفض مزيج الحرارة المرتفعة مع الرطوبة النسبية المرتفعة من درجة الارتياح الحراري وجودة الهواء الداخلي.
مع أن درجة حرارة ثابتة من الممكن أن تكون مريحة، فالناس تجذبهم التغيرات الحرارية، كنيران المخيمات والمسابح الباردة. تنتج السعادة الحرارية عن تغيير الإحساسات الحرارية من حالتها غير المرضية إلى حالتها المرضية، ويعبر عن هذه السعادة بالمصطلح العلمي حس متباين (آلايسثيزيا). يُعتبر أي تغير من حالة الاعتدال الحراري أو الارتياح الحراري على أنه غير مرضٍ. يشكل هذا تحديًا للافتراض بأن الأبنية المتحكم بها ميكانيكيًّا يجب أن توفر درجات حرارة ثابتة وحالة ارتياح حراري مستقرة، إذا كان ذلك على حساب المتعة الحرارية.

## عوامل مؤثرة
من الصعب إيجاد درجة حرارة مثالية للجميع في مساحة ما؛ لأن هناك فروقًا فرديةً كبيرة بين الأشخاص فيما يخص الرضى الجسدي والنفسي. حُصّلت بيانات مختبرية وميدانية لتحديد ظروف ستعرف على أنها مريحة لنسب محددة من السكان.
هناك ست عوامل رئيسية تؤثر بشكل مباشر على الارتياح الحراري يمكن تصنيفها ضمن مجموعتين: عوامل شخصية –لأنها من مميزات السكان- وعوامل بيئية – وهي ظروف للبيئة الحرارية المحيطة. المجموعة الأولى هي معدل الاستقلاب ودرجة لبس الثياب، والمجموعة الثانية هي درجة حرارة الهواء ودرجة حرارة الإشعاع الوسطية وسرعة الهواء والرطوبة. حتى لو كانت كل هذه العوامل قابلة للتغير مع الوقت، تشير المعايير عادةً إلى حالة مستقرة لدراسة الارتياح الحراري، سامحةً فقط بتغيرات محدودة في درجات الحرارة.

### معدل الاستقلاب
للناس معدلات استقلاب مختلفة ويمكن أن تتراوح حسب مستوى النشاط والظروف البيئية. يعرف معيار آشري 55-2010 معدل الاستقلاب على أنه مستوى تحول الطاقة الكيميائية إلى حرارة وعمل ميكانيكي بواسطة النشاطات الاستقلابية داخل كائن حي ما، يعبَّر عنها عادةً بالنسبة لواحدة مساحة سطح جسم الكائن الحي الكلي. يُعبر عن معدل الاستقلاب بواحدة مِت، التي تعرف كالتالي:
يوفر معيار آشري 55 جدول معدلات استقلاب لعدة أنواع من النشاطات. من القيم الشائعة 0.7 مِت للنوم و1.0 مِت لوضعية جلوس هادئة و1.2-1.4 مِت لنشاطات خفيفة أثناء الوقوف و2.0 مِت أو أكثر للنشاطات التي تتطلب حركة أو مشي أو رفع أحمال ثقيلة أو تشغيل آلات. يعتبر المعيار أنه من المسموح استخدام معدلات استقلاب مع معاملات تثقيل زمني للنشاطات المتقطعة إذا كان الأشخاص يقومون بنشاطات قد تختلف دوريًّا في فترة ساعة أو أقل. يجب استخدام معدلات استقلاب مختلفة للنشاطات ذات الدورات الزمنية الأطول من ذلك.
وفقًا لكتيّب آشري للأساسيات، فإن تقدير نسب الاستقلاب أمر معقد، وتكون الدقة عند مستويات أعلى من 2 أو 3 مِت -خاصةً إذا كان هناك طرق مختلفة لتنفيذ النشاطات المدروسة- منخفضة. لذا، لا يمكن تطبيق المعيار لنشاطات ذات مستويات وسطية تساوي أو تفوق 2 مِت. يمكن أيضًا تحديد قيم معدلات الاستقلاب بدقة أكثر من القيم المصنفة في جداول، وذلك باستخدام معادلة تجريبية (إمبريقية) تأخذ بعين الاعتبار معدل استهلاك الأكسجين للتنفس وإنتاج ثاني أكسيد الكربون. هناك طريقة أخرى فيزيولوجية أقل دقة تتعلق بقياس معدل نبضات القلب، بالاستفادة من العلاقة بينها وبين إنتاج الأكسجين.
يستخدم المعالجون الفيزيائيون مَجمَع النشاطات الجسدية لتسجيل النشاطات الجسدية. لهذا المجمع تعريف مختلف لواحدة مِت على أنها نسبة معدل الاستقلاب للنشاط المدروس إلى معدل الاستقلاب عند الراحة. لا يمكن استخدام هذه القيم مباشرة في حسابات نموذج التصويت الوسطي المتوقع (بّي إم فّي)؛ إذ تختلف طريقة تعريف المفهوم عن تلك التي تستخدمها الجمعية الأمريكية للتبريد والتدفئة وتكييف الهواء (آشري)، لكنها تترك مجالًا لطريقة جديدة في تكميم النشاطات الفيزيائية (الجسدية).
يمكن أن يكون لعادات الأكل والشرب أثر على معدلات الاستقلاب، والتي تؤثر بشكل غير مباشر على التفضيلات الحرارية. هذه الآثار يمكن أن تتغير تبعًا لاستهلاك الطعام والشراب. شكل الجسم عامل آخر يؤثر على الارتياح الحراري. يعتمد مقدار تبديد الحرارة على مساحة سطح الجسم. للشخص الطويل النحيف نسبة مساحة سطح إلى حجم أعلى، ويمكن له تبديد الحرارة بسهولة أكبر، ويمكن أن يتحمل درجات حرارة أعلى أكبر من التي يتحملها شخص شكل جسمه مدور.